# Nederlandse kampioenschappen schaatsen massastart 2018
De Nederlandse kampioenschappen schaatsen massastart werden op 14 januari 2018 gehouden in Kardinge te Groningen, in het weekend dat ook de Gruno Bokaal verreden werd.
Er was sprake van een gebrek aan belangstelling bij veel topschaatsers, er waren maar zeven deelnemers bij de vrouwen en tien bij de mannen. Irene Schouten verdedigde haar titel niet en werd opgevolgd door Annouk van der Weijden. Gary Hekman deed wel mee, maar werd opgevolgd door Willem Hoolwerf.

## Mannen
| Pos.   | Schaatser            | Ronden | Punten | Tijd    |
| ------ | -------------------- | ------ | ------ | ------- |
| Goud   | Willem Hoolwerf      | 16     | 68     | 8.10,75 |
| Zilver | Stefan Wolffenbuttel | 16     | 41     | 8.10,88 |
| Brons  | Johan Knol           | 16     | 20     | 8.10,90 |
| 4      | Niels Immerzeel      | 16     | 5      | 8.32,31 |
| 5      | Bart Hoolwerf        | 16     | 4      | 9.18,84 |
| 6      | Arjan Stroetinga     | 16     | 3      | 8.44,63 |
| 7      | Simon Borsen         | 16     | 1      | 8.29,43 |
| 8      | Gary Hekman          | 16     | 0      | 8.43,58 |
| 9      | Crispijn Ariëns      | 16     | 0      | 8.48,36 |
| 10     | Evert Hoolwerf       | 15     | 0      | 7.44,70 |

## Vrouwen
| Pos.   | Schaatser              | Ronden | Punten | Tijd     |
| ------ | ---------------------- | ------ | ------ | -------- |
| Goud   | Annouk van der Weijden | 16     | 68     | 10.00,23 |
| Zilver | Bianca Bakker          | 16     | 47     | 10.01,79 |
| Brons  | Elma de Vries          | 16     | 25     | 10.01,82 |
| 4      | Imke Vormeer           | 16     | 5      | 10.05,32 |
| 5      | Esther Kiel            | 16     | 1      | 10.02,03 |
| 6      | Merel Bosma            | 16     | 1      | 10.02,56 |
| 7      | Beau Wagemaker         | 16     | 0      | 10.02,22 |